# Dòlmens de Monte da Ordem

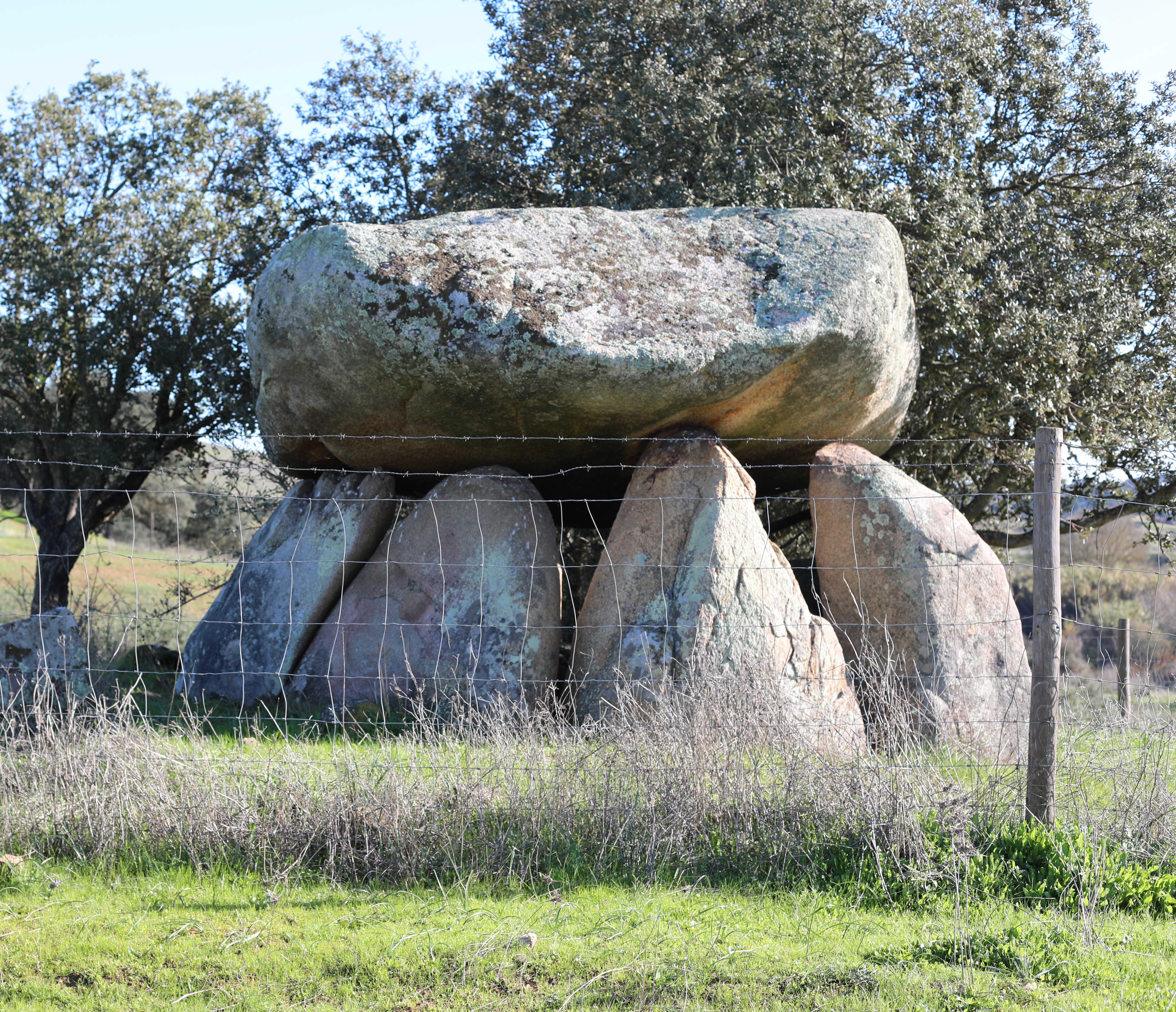
Dòlmens d'Ordem - Monte da Ordem, Avis, Portugal

Els dòlmens de Monte da Ordem són un conjunt megalític compost per set dòlmens al municipi d'Avis.
El conjunt ha estat classificat com a Monument Nacional per Decret de Juny de 1910. El dolmen Grande da Ordem fou excavat a la fi del segle xix (1989) per Manuel de Mattos Silva amb el suport de José Leite de Vasconcellos. Els materials arqueològics recollits a dins es troben ara al Museu Nacional d'Arqueologia, i han estat publicats per diversos investigadores.